# 松山国家公园
松山国家公园（瑞典語：Sonfjällets nationalpark）是位於瑞典中部的一座國家公園，以1278米高的松山（Sonfjället，亦作Sånfjället）命名。松山国家公园成立於1909年，是歐洲歷史最古老的國家公園之一，並且在1989年擴大了其面積。松山国家公园面積103平方（40平方英里）。松山国家公园是熊、麋鹿、狼、猞猁等動物的棲息地。

## 由来
松山国家公园最早建立是为了保护瑞典最南端的一部分山脉。1909年，松山附近即有一小块区域被划为国家公园，这也让松山国家公园成为了欧洲第一批国家公园之一。选择这座山附近地区作为保护重点，其一是因为该地区山地石楠异常丰富且只受到驯鹿的轻微影响，其二则是因为保护当时瑞典所剩无几的野生驯鹿。
1989年，公园面积从27平方公里扩大到104平方公里。

## 所含物种
松山地区是瑞典熊最密集的地区之一，棕熊甚至一度被认为是松山地区的特色物种。该地区还曾发现过猞猁和规模较大的驼鹿群，狼、貂熊和麝牛亦偶尔出现。该地亦有山羊等独特山地物种，鸟类以欧金斑鸻、小嘴鸻、柳雷鸟和岩雷鸟最为常见，也经常出现禿鷲、鹗等猛禽。

## 名称由来
松山国家公园得名于海拔高达1,278米（4,193英尺）的松山。“松”字的来源虽尚未确定，但可能与古諾斯語词汇「sunna」（太阳）相关；因此，松山可能得名于“日落”一词。然而，这一理论一直存在争议，因为古诺斯语对应词汇的发音与当地的并不一致。
1919年至2010年，为方便表现该公园名称读法，松山国家公园被政府定名为「Sånfjället」；但在2010年6月，该公园被更名为「Sonfjället」。